# Бенхамин Харнес
Бенхамѝн Харнѐс и Мия̀н (на испански: Benjamín Jarnés y Millán) е испански писател.
Роден е на 7 октомври 1888 година в Кодо. През 1910 – 1920 година служи в армията, след което се установява в Мадрид и се заема с литературна дейност. Получава известност с втория си роман „El profesor inútil“ (1926), а след 1929 година наред с романите пише и поредица биографии на известни писатели. След Гражданската война емигрира в Мексико, където остава до 1948 година.
Бенхамин Харнес умира на 11 август 1949 година в Мадрид.